# Gouvernement Maryam Nawaz Sharif
Naqvi 
Le gouvernement Maryam Nawaz Sharif est le gouvernement du Pendjab depuis le 6 mars 2024.

## Historique du mandat
Ce gouvernement est dirigé par la nouvelle ministre en chef Maryam Nawaz Sharif. Il est constitué et soutenu par une coalition entre la Ligue musulmane du Pakistan (N) (PML−N) et la Ligue musulmane du Pakistan (Q) (PML−Q). Ensemble, ils disposent de 174 députés sur 342, soit 61,45 % des sièges.
Il est formé à la suite des élections provinciales de 2024 au Pendjab pakistanais.
Il succède au gouvernement intérimaire de Mohsin Raza Naqvi, formé après la dissolution de l'Assemblée provinciale.

### Formation
Le 13 février, après les élections provinciales de 2024 au Pendjab pakistanais, le chef de la PML(N) Nawaz Sharif choisit la candidature de sa fille Maryam Nawaz Sharif pour le poste de ministre en chef.
L'Assemblée est inaugurée le 23 février. Le 26 février, après avoir été élue, Maryam Nawaz Sharif devient ainsi la première femme dirigeant un gouvernement provincial dans le pays.
Le gouvernement est nommé et assermenté le 7 mars.

## Composition
| Poste | Titulaire | Titulaire                    | Parti |
| --- | --------- | ---------------------------- | ----- |
| Ministre en chef |           | Maryam Nawaz Sharif          | PML-N |
| Ministre senior Ministre de la Planification et du Développement Ministre de la Protection de l'environnement et du Changement climatique Ministre des Forêts, Pêches et Faune |           | Marriyum Aurangzeb           | PML-N |
| Ministre des Finance |           | Mian Mujtaba Shuja-ur-Rehman | PML-N |
| Ministre de l'Agriculture |           | Ashiq Husain Khan            | PML-N |
| Ministre de l'Irrigation |           | Kazim Ali Pirzada            | PML-N |
| Ministre de l'Éducation primaire |           | Rana Sikandar Hayat          | PML-N |
| Ministre de l'Éducation et de l'Enseignement supérieur |           | Ashiq Husain Khan            | PML-N |
| Ministre de la Santé |           | Khawaja Imran Nazir          | PML-N |
| Ministre du Gouvernement local et développement communautaire |           | Khawaja Salman Rafique       | PML-N |
| Ministre des Transports et transports en commun |           | Bilal Akbar Khan             | PML-N |
| Ministre des Communications et Travaux |           | Sohaib Ahmad Malik           | PML-N |
| Ministre de l'Information |           | Ouzma Zahid Boukhari         | PML-N |
| Ministre de la Nourriture |           | Bilal Yassine                | PML-N |
| Ministre des Affaires des minorités |           | Ramesh Singh Arora           | PML-N |
| Ministre des Droits humains |           | Khalil Tahir Sandhu          | PML-N |
| Ministre des Sports |           | Faisal Ayub Khokhar          | PML-N |
| Ministre de l'Industrie, Commerce et Investissement |           | Shafay Hussein               | PML-Q |
| Ministre des Mines |           | Sardar Sher Ali Gorchani     | PML-N |
| Ministre de la Protection sociale |           | Sohail Shaukat Bhutt         | PML-N |